# Takeshi Fujii
Ne doit pas être confondu avec Takeshi Fuji.
Pour les articles homonymes, voir Fujii.
Takeshi Fujii (藤井 猛, Fujii Takeshi), né le 29 septembre 1970, à Numata, au Japon, est un joueur professionnel japonais de shōgi. Il a notamment remporté le Ryūō.

## Biographie

### Carrière au shogi
Takeshi Fujii est passé professionnel à l'âge de 20 ans, en avril 1991. En battant Tetsuro Itodani le 27 janvier 2016, Fujii devient le 49e joueur à remporter au moins six cents parties officielles.

#### Style de jeu
| 藤井システム système Fujii (en) |        |        |        |        |        |        |        |        |   |
| \| 9 \| 8 \| 7 \| 6 \| 5 \| 4 \| 3 \| 2 \| 1 \| \| \| \| \| \| \| \| \| \| \| \| a \| \| \| \| \| \| \| \| \| \| \| b \| \| \| \| \| \| \| \| \| \| \| c \| \| \| \| \| \| \| \| \| \| \| d \| \| \| \| \| \| \| \| \| \| \| e \| \| \| \| \| \| \| \| \| \| \| f \| \| \| \| \| \| \| \| \| \| \| g \| \| \| \| \| \| \| \| \| \| \| h \| \| \| \| \| \| \| \| \| \| \| i \| |        |        |        |        |        |        |        |        |   |
| |        |        |        |        |        |        |        |        |   |
| 9 | 8      | 7      | 6      | 5      | 4      | 3      | 2      | 1      |   |
| 9a. lg | 8a. ng | 7a.    | 6a.    | 5a.    | 4a. gg | 3a. sg | 2a. ng | 1a. lg | a |
| 9b. | 8b. rg | 7b.    | 6b.    | 5b.    | 4b.    | 3b.    | 2b. kg | 1b.    | b |
| 9c. pg | 8c.    | 7c. pg | 6c. pg | 5c. sg | 4c. gg | 3c. bg | 2c. pg | 1c. pg | c |
| 9d. | 8d.    | 7d.    | 6d.    | 5d. pg | 4d. pg | 3d. pg | 2d.    | 1d.    | d |
| 9e. | 8e. pg | 7e.    | 6e. ps | 5e.    | 4e.    | 3e.    | 2e.    | 1e. ps | e |
| 9f. | 8f.    | 7f. ps | 6f.    | 5f.    | 4f. ps | 3f. ps | 2f.    | 1f.    | f |
| 9g. ps | 8g. ps | 7g. bs | 6g. ss | 5g. ps | 4g.    | 3g. ns | 2g. ps | 1g.    | g |
| 9h. | 8h.    | 7h.    | 6h. rs | 5h. gs | 4h.    | 3h. ss | 2h.    | 1h.    | h |
| 9i. ls | 8i. ns | 7i.    | 6i.    | 5i. ks | 4i. gs | 3i.    | 2i.    | 1i. ls | i |

Takeshi Fujii est l'auteur du système Fujii (en), stratégie utilisée notamment dans l'ouverture Shikenbisha lorsqu'elle est opposée à un anaguma en tour fixe.

#### Responsabilités au sein de la fédération japonaise
Fujii a fait partie du conseil d'administration de la Fédération japonaise de shogi entre juin 2012 et juin 2014.

## Palmarès
Takeshi Fujii a participé à 7 finales de titres majeurs et en a remporté 3 En plus de ceux-ci, il a remporté huit tournois secondaires dans sa carrière.

### Titres majeurs
| Titre | Années      | Nombre total de victoires |
| ----- | ----------- | ------------------------- |
| Ryuo  | 1998 – 2000 | 3                         |

### Classement annuel des gains en tournoi
Fujii a figuré neuf fois dans le Top 10 du classement annuel des joueurs de shogi remportant le plus de gains (ja) depuis 1993, dont deux fois dans le Top 3.
| Année | Montant gagné | Rang |
| ----- | ------------- | ---- |
| 1998  | ¥27,050,000   | 6e   |
| 1999  | 61 460 000 ¥  | 4e   |
| 2000  | 65 030 000 ¥  | 3e   |
| 2001  | 58 230 000 ¥  | 2e   |
| 2002  | 34 170 000 ¥  | 6e   |
| 2005  | 19 810 000 ¥  | 9e   |
| 2006  | 25 060 000 ¥  | 7e   |
| 2010  | 24 100 000 ¥  | 8e   |
| 2012  | 17 050 000 ¥  | 9e   |

### Parties commentées
- (en) [vidéo] « Fujii - Inoue (22 septembre 1995, Parties de la ligue B2) », sur YouTube : première partie où a été joué le système Fujii (en).